# 10395 Jirkahorn
10395 Jirkahorn eller 1997 SZ1 är en asteroid i huvudbältet som upptäcktes den 23 september 1997 av de båda tjeckiska astronomerna Marek Wolf och Petr Pravec vid Ondřejov-observatoriet. Den är uppkallad efter astronomen Jiří Horn.
Asteroiden har en diameter på ungefär 8 kilometer.